# Teenage Mutant Ninja Turtles: Smash-Up
Teenage Mutant Ninja Turtles: Smash-Up (también conocido como TMNT: Smash-Up) es un videojuego de lucha desarrollado por Game Arts en colaboración con Mirage Studios, y publicado por Ubisoft para las consolas Nintendo Wii y PlayStation 2 en septiembre de 2009. Es juego es conmemorativo por el 25º aniversario de la franquicia Teenage Mutant Ninja Turtles.

## Sistema de juego
Smash-Up es un juego de lucha con gráficos 3D pero el sistema de juego es como si fuera en 2D, con un control muy similar a la serie Super Smash Bros. Permite jugar de uno a cuatro jugadores al mismo tiempo. Durante el combate, los jugadores deben noquear a los oponentes para reducir su barra de vida, golpeándolos fuera del escenario o lanzándolos hacia las trampas del escenario. Los personajes poseen unos códigos de colores en pantalla a través de un efecto de iluminación que ayuda a los jugadores para poder distinguirlos (una característica que se puede activar o desactivar en el menú de opciones). Al igual que Super Smash Bros., el juego cuenta con muchas opciones de personalización para los combates.
El juego destaca la interacción con el escenario, aparecen varias trampas que varían de una partida a otra. El sistema de juego también cuenta con objetos, entre ellos pizzas (que restauran vida) y habilidades ninja que otorgan a los jugadores habilidades especiales como lanzar aliento de fuego o escudos eléctricos.
Los modos de juego son "Arcade", "Battle Royale", "Supervivencia", "Torneo", "Swap-Out", "Práctica", y "Misiones". La versión de Nintendo Wii posee un modo en línea para cuatro jugadores y un modo de minijuegos. Los jugadores pueden conseguir 'conchas' durante las batallas o minijuegos y canjearlas para desbloquear características especiales, como por ejemplo trofeos o nuevos trajes (en el modo en línea de Nintendo Wii también es posible ganar estas conchas). El modo "Arcade" muestra escenas animadas a lo largo de la partida ilustradas por los artistas de Mirage Studios.

## Personajes
- Leonardo
- Michelangelo
- Donatello
- Raphael
- April O'Neal
- Maestro Splinter
- Casey Jones
- Shredder
- Foot Ninja
- Nightwatcher
- Utrominator
- Karai
- Raving Rabbid (sólo en Wii)
- Splinter Rabbid (sólo en Wii)

## Producción
Smash-Up fue desarrollado por la desarrolladora japonesa Game Arts, que había trabajado anteriormente en Super Smash Bros. Brawl, y por varios exmiembros del Team Ninja, quien previamente trabajó en Ninja Gaiden II y la serie Dead or Alive. El juego se anunció el 23 de enero de 2009. Smash-Up no tiene ningún vínculo con ninguna serie o película anterior de las TMNT, aunque tiene un estilo artístico similar a la película de animación digital TMNT de 2007. Mirage Studios se encargó de la selección de personajes para el juego, con un reparto de luchadores que "los jugadores conocen bien, pero además, hemos incluido algunos que no se esperarían encontrar". La trama original del modo "Arcade" fue coescrita por uno de los creadores de la franquicia, Peter Laird y las ilustraciones fueron realizadas por Jim Lawson y Eric Talbot.

## Recepción
La crítica del juego ha sido en general positiva. IGN dio a Smash Up una puntuación de 7/10, con la conclusión de que es "un clon de Smash Bros.". GameSpot también le dio un 7/10, e indica que el juego "tiene un buen sistema de combate y contenido atractivo, pero le falta algo más de pulido y campaña publicitaria para tener una oportunidad". A pesar de ello, algunos aficionados reaccionaron negativamente al juego, que es significativamente inferior a Super Smash Bros. Brawl y contiene personajes que sólo se vieron en la serie de dibujos animados de 2003 y la película de animación digital de 2007, mientras que los personajes de la serie clásica de 1987 y de otras películas fueron ignorados.